# Torre-Cardela
Torre-Cardela (o simplemente Cardela) es una localidad y municipio español situado en la parte central de la comarca de Los Montes, en la provincia de Granada, comunidad autónoma de Andalucía. Limita con los municipios de Guadahortuna, Pedro Martínez, Gobernador y Píñar.

## Toponimia
La población toma el nombre de la torre del Molino o Torre de Cardela. Durante el periodo musulmán era conocida como Qardayra o Qardira.
En el Diccionario Geográfico de Madoz del siglo XIX se identificó erróneamente la Torre de Cardela con el Castillo de Cardela, situado en Ubrique y asediado por el II marqués de Cádiz en la toma de Ronda.
Asimismo hay que aclarar que en el siglo X Ibn Hayyan en su obra Crónica Anónima de Al Nasir, señala otra Qardayra junto a Asbarragayra (El Esparragal) en Priego de Córdoba, en el norte de la Cora de Elvira.

## Historia
Los testimonios más antiguos del poblamiento en Torre-Cardela datan del calcolítico, de acuerdo con los hallazgos de útiles en el cerro del Molino, que se encuentran depositados en el Museo Arqueológico y Etnológico de Granada.
Fue fundada como alquería en el siglo XIV durante el periodo nazarí.
En época nazarí la torre de Cardela forma parte de su robusto sistema defensivo central. Permitía conectar visualmente el castillo de Montejícar con el castillo de Píñar en el camino a Granada, así como con las torres de Mencal (Pedro Martínez), Pocico (Fonelas) y Huélago en el sentido a Guadix.
Torre-Cardela es tomada durante la Guerra de Granada. La Corona concedió diversas mercedes territoriales para el pago de los servicios militares o administrativos, de tal manera que en la zona de Los Montes la propiedad se organizó en latifundos que pasarían a los miembros de la oligarquía del Reino de Granada. En el caso de Torre-Cardela los Girones adquirieron tanto la propiedad como la jurisdicción, dando lugar en 1559 al señorío de Cardela cuyo primer titular fue Hernando Girón Salazar, tío de Antonio Álvarez de Bohorques, I marqués de los Trujillos. La población estaba incluida dentro de las Siete Villas, que era una gran extensión de terreno formada por Montefrío, Íllora, Moclín, Colomera, Iznalloz, Montejícar y Guadahortuna, las cuales debían de abastecer de cereal panificable a la ciudad de Granada.
El Diccionario Geográfico de Madoz del siglo XIX se identifican 142 casas, pósito, escuela, la iglesia de San José y una ermita. Además, señala que los cultivos son trigo, centeno y garbanzos, además de ganado y caza. De 1842 data su molino de viento, único de la provincia, sobre la estructura de la Torre del Molino.
A partir del último tercio del siglo XX se produjo el éxodo rural a poblaciones industriales de España y de Francia, Suiza y sobre todo Alemania. Señalar que además en el periodo 2010 a 2020 Torre-Cardela ha perdido el 25 por ciento de su población.

## Geografía

### Situación
El municipio limita al norte y oeste con Guadahortuna; al este con Pedro Martínez y Gobernador; y al suroeste con Píñar.
| Noroeste: Guadahortuna | Norte: Guadahortuna     | Noreste: Guadahortuna             |
| Oeste: Guadahortuna    | Puntos cardinales       | Este: Pedro Martínez y Gobernador |
| Suroeste: Píñar        | Sur: Píñar y Gobernador | Sureste: Gobernador               |

## Demografía
Torre-Cardela cuenta con una población de 712 habitantes (INE 2024).
| Gráfica de evolución demográfica de Torre-Cardela entre 1842 y 2021                                                 |
| |
| Población de derecho según los censos de población del INE Población de hecho según los censos de población del INE |

## Economía

### Evolución de la deuda viva municipal
| Gráfica de evolución de deuda viva del Ayuntamiento de Torre-Cardela entre 2008 y 2019                                |
| |
| Deuda viva del Ayuntamiento de Torre-Cardela en miles de euros según datos del Ministerio de Hacienda y Ad. Públicas. |

## Símbolos
Torre-Cardela cuenta con un escudo y bandera adoptados oficialmente el 7 de mayo de 2003.

### Escudo
Su descripción heráldica es la siguiente:

Partido. Primero, de oro (amarillo), una torre de gules (rojo). Segundo, de oro, tres jirones de gules. Bordura de tres órdenes ajedrezada de oro y gules. Al timbre, corona real española cerrada.

### Bandera
La enseña del municipio tiene la siguiente descripción:

Paño rectangular, de proporción 2:3, dividido verticalmente en dos partes; la más cercana al asta, de color rojo, la mitad de ancha que la del batiente, amarilla; esta última lleva sobrepuesto, en el centro el escudo municipal.

## Administración y política
Los resultados en Torre-Cardela de las últimas elecciones municipales, celebradas en mayo de 2019, son:
| Elecciones Municipales - Torre-Cardela (2019) | Elecciones Municipales - Torre-Cardela (2019) | Elecciones Municipales - Torre-Cardela (2019) | Elecciones Municipales - Torre-Cardela (2019) | Elecciones Municipales - Torre-Cardela (2019) |
| Partido político                              | Partido político                              | Votos                                         | Votos                                         | Concejales                                    |
| --------------------------------------------- | --------------------------------------------- | --------------------------------------------- | --------------------------------------------- | --------------------------------------------- |
|                                               | Partido Popular (PP)                          | 231                                           | 40,46 %                                       | 3                                             |
|                                               | Partido Socialista Obrero Español (PSOE)      | 190                                           | 33,27 %                                       | 2                                             |
|                                               | Ciudadanos (Cs)                               | 141                                           | 24,69 %                                       | 2                                             |

## Transporte y comunicaciones

### Carreteras
Por Torre-Cardela discurre como travesía la carretera A-401, entre Moreda y Úbeda. La GR-5101 la comunica con Pedro Martínez y Villanueva de las Torres. Además existen dos carreteras locales que unen el pueblo con la A-323, cerca del Navazuelo, y con Píñar. Las principales vías del municipio son:
| Identificador | Denominación                                | Itinerario                               |
| ------------- | ------------------------------------------- | ---------------------------------------- |
| A-401         | Carretera de Úbeda a Moreda                 | Úbeda - Moreda                           |
| GR-5101       | De Torre-Cardela a Villanueva de las Torres | Torre-Cardela - Villanueva de las Torres |

Algunas distancias entre Torre-Cardela y otras ciudades:
| Ciudades | Distancia (km) |
| -------- | -------------- |
| Iznalloz | 23             |
| Granada  | 59             |
| Jaén     | 70             |
| Almería  | 142            |
| Murcia   | 262            |

## Servicios

### Sanidad
Torre-Cardela pertenece a la zona básica de salud de Iznalloz, en el distrito sanitario Metropolitano de Granada. El municipio cuenta con un consultorio médico, situado en la calle Doctor Palacios Prados, s/n.

### Educación
El único centro educativo que hay en el municipio es:
| Denominación genérica                    | Nombre del centro            | Naturaleza | Dirección       |
| ---------------------------------------- | ---------------------------- | ---------- | --------------- |
| Colegio de educación infantil y primaria | CEIP Cristo de la Expiración | Público    | C/ Escuelas, 11 |

## Cultura

### Patrimonio
El principal monumento del municipio es la Torre del Molino. Se trata de un torreón defensivo árabe que fue construido manteniendo la estructura base de uno de los dos antiguos molinos de viento que coronaban el cerro de los Molinos. Fue declarado Bien de Interés Cultural en 1993, y actualmente presenta un estado de conservación muy precario.

### Patrimonio inmaterial
Sus fiestas populares se celebran cada año el segundo fin de semana de agosto en honor al patrón de la localidad, el Santísimo Cristo de la Expiración, que está representado por un cuadro de grandes dimensiones colocado en el altar mayor de la iglesia de San José. Además de la procesión —en la que el retrato del cristo es llevado en andas—, por la mañana tienen lugar los tradicionales pasacalles, talleres lúdicos, tiro al plato o la guerra del agua, y por la noche la popular verbena. En la última jornada de las fiestas, el lunes al mediodía, se realiza una gran paellada —característica del Levante peninsular— en la que se invita a todos los vecinos y visitantes. Cabe destacar que durante las semanas anteriores hay competiciones deportivas entre distintos pueblos de la comarca.
El 3 de mayo, como es costumbre en Granada, se celebra el Día de la Cruz, en la que la asociación de mujeres local monta una cruz en el consistorio.
El 15 de mayo también se festeja San Isidro. Los vecinos homenajean al patrón de los labradores con una misa y procesión por el camino de Vergara para bendecir los campos, y se lanzan cohetes. La imagen del santo finalmente es llevada al paraje conocido como Los Frailes, donde se realiza una parrillada, el ayuntamiento prepara diversos aperitivos y bebidas, y hay actividades lúdicas para los más jóvenes.